# SYUTO (ダンサー)
SUUUTO（しゅうと、1992年7月2日 - ）は、日本のダンサー、振付師、ダンス講師。静岡県 伊東市出身。血液型はB型。

## 概要
他ダンスインストラクターのレッスン内容やレクチャー方法に「自分ならもっと簡単にわかりやすく説明できるのに」と疑問を持ち、自身のいじめ解決のきっかけとなったダンスとビートボックスを思い出し、もしかしたら自分と同じような境遇の人を救えるかもしれないと本格的にダンスインストラクターを目指す。
「イメージ」と「想像力」を大事にし、論理的で難しい表現もわかりやすく言語化し、丁寧過ぎるくらい丁寧にレッスンを進めていくスタイルで「１からではなく0.1から教える」をモットーに生徒一人ひとりの「生き方」や「癖」に寄り添った生徒ファーストの活動を盛んに行っている。生徒ファーストの一環で「決まった時間、曜日」ではなく「生徒の受けやすい日程」を第一に考え、レッスンスタジオも生徒の通いやすい場所へ自ら赴き、料金以上のレッスンをすることを心掛けている。
料金もマンツーマンレッスンの平均以下で設定している理由が「レッスンもプライベートも両立してほしい」という気持ちから低価格帯に設定している。
人と人の繋がりと信頼を重んじる人間性に共感や賛同を寄せる声が多く、自身が開催した少人数制のダンスワークショップは15分で即完した。
マンツーマンレッスンサービス「サイタ(cyta)」では2021年度、平均受講回数で成績上位スクールとして第１位を獲得している。

## 経歴
幼少期から内気で極度の人見知り、声が小さく、緊張強い、恥ずかしがり屋の性格だった為、保育園入園～高校3年の約17年間まで全く人に馴染めず、物静かな性格故にクラスメイトや教師から理不尽で執拗なイジメを受け、ほとんど学生生活を送らず実家で過ごしていた。
静かでおとなしい性格ではあったが「なにか自分を表現できることがしたい」と思い、当時聴いていたジャニーズグループ「KAT-TUN」のメンバーである中丸雄一が披露していたボイスパーカッション（ヒューマンビートボックス）に感銘を受け「人見知りでも音でなら自分を表現できるかも！」と独学で学ぼうとするが、当時の動画サイトは「ニコニコ動画」が主流で、YouTubeが日本に浸透していない時代だった為、CDやライブDVDを繰り返し聞くことでしか勉強方法がなく、苦戦していた。
その中、高校1年の時に出会ったクラスメイトがタッティング（タット）をしている姿をたまたま見て「テレビで見たことある動きだ！あの動きをやってみたい！」とダンスに興味を持ち始める。どうにかしてそのクラスメイトと仲良くなれないかと機会を伺っていたところ、高校野球大会の応援に向かうバスの中で偶然隣の席になり、ビートボックスを独学していることをカミングアウトし仲良くなる。ダンスを教えてくれないかとお願いしたところ「俺は教えるの苦手だからコレを見て」とYouTubeに投稿されていたダンス番組「スーパーチャンプル」に出演していた「無名の心（うーみんのこころ）」を見て衝撃を受け、独学でダンスを始めるキッカケとなった。
独学の最中、自身のダンスとボイスパーカッションをどこかで披露したいという気持ちが芽生え、高校の文化祭（碧陵祭）で全校生徒の前で披露しようと考えたが、高校1年の時に披露したら先輩からもいじめの標的にされると思い、高校1年2年の間は練習期間として3年の最後の文化祭の日に披露しようと計画を立てる。
予定通り、3年の最後の文化祭でダンスとビートボックスを披露し、文化祭プログラムの中で1番の盛り上がりを見せた。盛り上がり過ぎて本来なら1日のみの披露だったが2日目も披露してくれないかと文化祭実行委員会に頼まれ2日目も披露し大盛況で幕を閉じた。
その日を境に16年続いたイジメが無くなり、今までイジメてきた生徒が急に友達面で接してくる状況に驚愕した。が、その状況を冷静に考え「内気な性格でも人に認められる「何か」を持っていれば周りの評価を変えられ、自信に繋がる」ことを経験し、もしかしたら自分と同じような境遇の人を救えるかもしれないと、本格的にダンスをやってみようと強く思うようになった。
上京後は事務と居酒屋のアルバイトを掛け持ちながら貯金し「黄帝心仙人プレミアムダンスアカデミー」の5期生として入校する。入校後は黄帝心仙人のダンスチームやクルーに参加しイベントやMV、アーティストのライブ出演と様々な経験を経て現場力を養う。
アカデミー卒業後、持ち前の優しく丁寧な性格と論理的で難しい表現も言語化できる想像力を活かし、プロダンサー兼インストラクターとして歩みを始める。
2023年現在ではその真摯な性格と人間性を認められてか、スケジュールが埋まるほどたくさんの生徒からスキルや技術力を求められ、内気な性格でも人の人生を楽しく変えることができることや、ダンスに挑戦しようと思っている初心者を救うためSNSでその思いや功績を残している。

## 人物

### 趣味・特技
休みの日はサウナに行くくらいのサウナ好き。銭湯や温泉にも定期的に通っており、開館から閉館まで堪能して過ごしている。
アニメ視聴やゲームプレイが好きで主にRPGやFPSのゲームを好んでプレイしている。一度ハマったら3日間は寝ずにプレイした記録もある。
中でも「テイルズオブ」シリーズは幼少期からのファンで、オフラインイベント「テイルズオブフェスティバル」には毎年参加している。
好きなアニメは「天元突破グレンラガン」「シュタインズ・ゲート」「五等分の花嫁」を挙げている。
中高生の時は、イラストや同人誌を描いたりの二次元の世界に没頭し、同人即売会「コミックマーケット」にサークル参加をしていた。

### 家族・交友関係
母親と兄と弟の兄弟がいる。実家では猫を3匹飼っている。
小学1年生の時に両親が離婚し、3兄弟を女手一つで育てたことを今でも尊敬している。

### エピソード
食べ物の好き嫌いが無くなんでも食べられる反面、舌バカで高級な牛肉とスーパーの半額の牛肉の区別がつかないことがある。
よく財布やバックの落とし物を頻繁に拾うが、自分が財布を無くしたときの絶望感を知っているので必ず交番に届けると決めている。
都内の不動産会社へ就職し、入社1週間で契約を2本獲得し業績1位を成し遂げるが、面接時点と入社時点で契約内容に大きな齟齬が産まれ嘘をつく上司の下で働けないと思い半年で退社した。

## 出演・振付
- ももいろクリスマス2014さいたまスーパーアリーナ大会〜Shining Snow Story〜 - 出演
- YOKOHAMA MARATHON 2015　給水パフォーマンス - 出演
- 黄帝心仙人「究極軸」刊行記念公演＠TSUTAYA TOKYO ROPPONGI - 出演
- FINAL LEGEND III 黄帝心仙人 プロデュース タイムマシーン 『22世紀の涙』 - 出演
- KAMIYAMA×黄帝心仙人 プロデュース　映像作品「神々の魚 FISH OF THE GODS」 - 出演
- ゴリキング プロデュース 映像作品 - 出演
- スーパーチャンプル Zeppツアー 東京『タイムマシーン』クルー - 出演
- 乃木坂46『帰り道は遠回りしたくなる』MV - 出演
- STEPJAM Vol.20 TOKYO - 出演